# مجلس امپراتوری
مجلس امپراتوری (به ژاپنی: 帝国議会)؛ یک مجلس بود که از سال ۱۸۹۰ بر اساس قانون اساسی میجی تشکیل شد تا تا سوم ماه مه ۱۹۴۷ که قانون اساسی ژاپن به مورد اجرا درآمد، در ژاپن وجود داشت.